# Château de la Porte de Mars
Le château de la Porte Mars est une ancienne résidence des archevêques de la ville française de Reims (Marne).

## Histoire
La date du début de construction n'est à ce jour pas précisément connue, les premières fortifications ont pu être mise en place dès 1170 mais la date de 1228 est plus couramment retenue. Prosper Tarbé quant à lui date la première construction de ce château ou d'un édifice précédent vers 922-927. 
C'est Henri de Braine, alors archevêque de Reims, qui lance la construction de ce château, il inclut alors l'arc de triomphe romain déjà présent dans le rempart depuis la construction de l'enceinte au IVe siècle. Il est alors l'une des grandes forteresses du nord-est de la France.  
Le château connait au moins deux phases de destruction, dont l'une pendant la guerre de Cent Ans. Le palais est incendié en 1422 alors qu'il est à l'abandon, une grande partie des archives de la ville qui y sont conservées sont détruites par l'incendie. Il est en partie rebâti et subit des modifications au XIVe siècle et au XVe siècle.
L'édifice est une source de conflit entre l'archevêché et les habitants, pour les taxes, droits d'octroi et sûreté de la ville car il possède sa propre porte dans l'enceinte fortifiée de la ville. Au XIVe siècle, l'ancienne entrée de la porte de Mars est bouchée et une nouvelle entrée est percée une centaine de mètres plus loin devant les Halles du Boulingrin actuelle. Le château perd alors la place prédominante qu'il tenait pour la perception des taxes. Il n'était initialement pas inclus dans le rempart, à la suite d'un grave conflit entre les archevêques et les Rémois. Les deux parties parviennent à un compromis en 1364, le château est finalement inclut dans la ville au prix d'une démilitarisation totale de la place forte. 

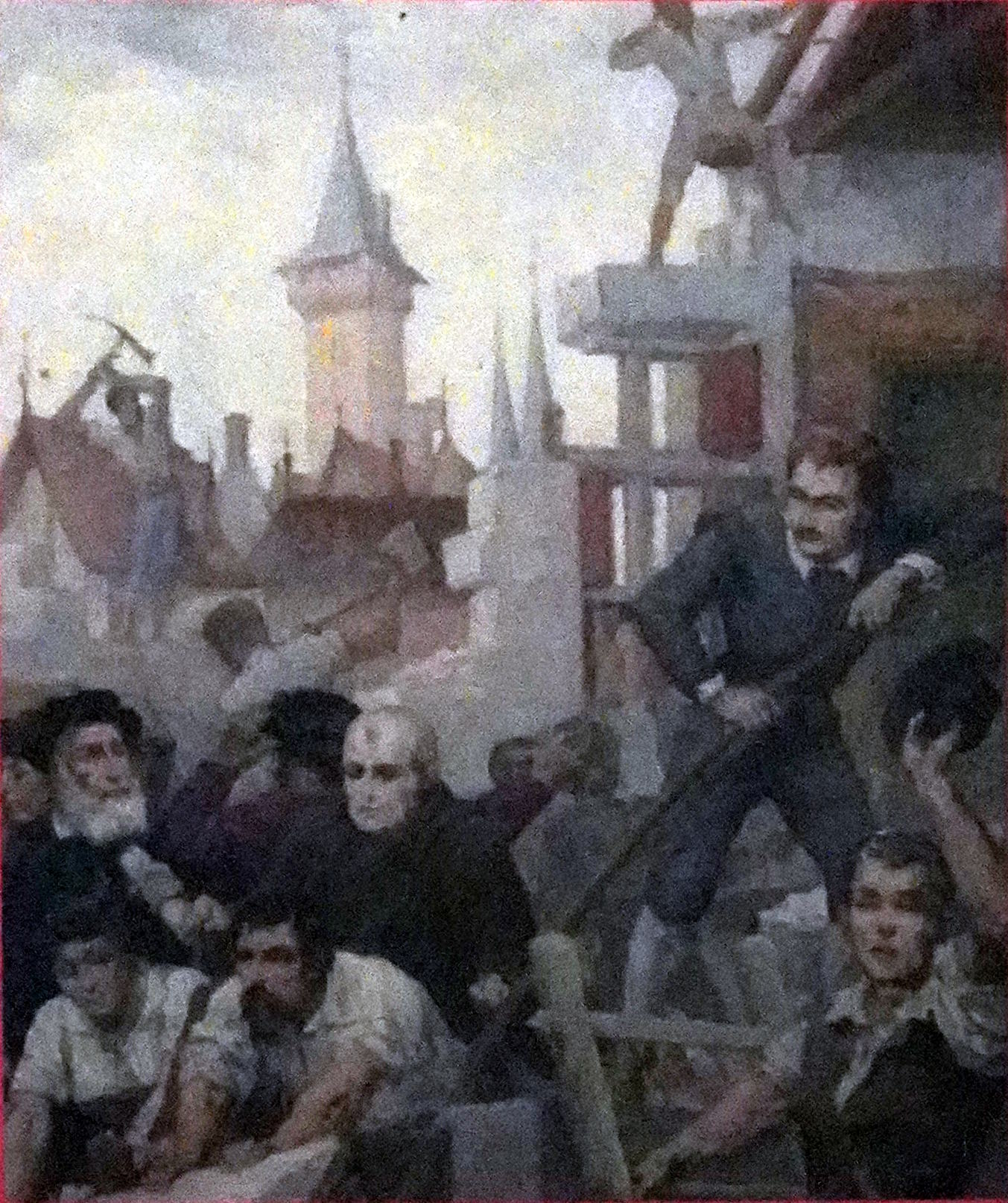
La destruction du château par un dessin de 1850 par Christian Devleeschauwer, musée des beaux arts de la ville.

Il est rasé sur l'ordre du roi de France Henri IV en 1595 après la défaite de la ligue catholique et de la Maison de Guise qui l'occupa longuement avec les archevêques issue de cette famille. La tradition veut que cette imposante place forte eut été détruite en trois jours par les rémois qui organisèrent de grandes festivités pour l'occasion.
En 1720 l’archevêque de Reims, alors toujours en possession de la place la cède pour permettre la construction d'un nouvel hôtel des monnaies.
Il a laissé comme trace en la ville la rue du Château porte Mars. Il n'existe aucun plan du château, seules quelques iconographies permettent d'avoir une idée de ce qu'était l'ancienne place forte rémoise

## Fief mouvant
Fiefs mouvants du château de la Porte de Mars selon le chanoine Cerf, travaux de l'académie de Reims, T XI : 
- la maison et le revenu temporel de l'archidiaconé de l'église de Reims,
- le domaine et le revenu temporel de la prévôté de la même église,
- le domaine et le revenu temporel de ladite église,
- le domaine et le revenu temporel de la chantrerie,
- le domaine et le revenu temporel de la trésorerie,
- le domaine et le revenu temporel du vidémé de Reims,
- la terre et la seigneurie de Chimery-sur -Bar,
- la terre et la seigneurie du Glerc et Torcy près Sedan,
- le fief de Bezannes,
- le château de Taissy et ses dépendances,
- la maison terre et seigneurie de Beaumont,
- la vicomté de Puisieulx,
- la maison forte de Sillery,
- le fief de Thuizy le Maigneux,
- le fief de la paneterie de Reims,
- la terre de et seigneurie de Launoy en Porcien,
- le fief de La Motte, en Launoy,
- la maison de Courlancy,
- la maison de la Muire,
- le fief de Mesneux lès Reims,
- le fief de la Maison Haute à Aguillecourt,
- les portages de la Porte Mars, Porte Cérès, Porte Bazée, Porte Vesle, Porte aux Ferrons et celle de Saint-Nicaise à Reims.